# 103.ª Brigada Mixta (Ejército Popular de la República)
La 103.ª Brigada Mixta fue una unidad del Ejército Popular de la República creada durante la Guerra Civil Española. A lo largo de la contienda permaneció destinada en el frente de Extremadura.

## Historial
La unidad fue creada en marzo de 1937 en Cieza a partir de fuerzas milicianas y de reclutas, procedentes de los reemplazos de entre 1931 y 1936. La jefatura de la 103.ª BM recayó en el teniente coronel Germán Madroñero López, mientras que el mayor de milicias Copérnico Ballester Francés gue nombrado jefe de Estado Mayor. Inicialmente la unidad quedó asignada como reserva, siendo después asignada a la 38.ª División.
En sus inicios la 103.ª BM ocupaba las posiciones del Cerro de los Baños y Peña del Águila, en el sector de Villaharta, contando con su puesto de mando en Los Pedroches. Después pasaría a cubrir el frente comprendido entre La Granjuela y el río Zújar. No tomó parte en operaciones militares de relevancia.
En enero de 1938 un ataque franquista contra las posiciones de la brigada fuertes bajas y supuso la pérdida de uno de sus batallones. Meses después sufrió otro ataque enemigo que la desalojó de Los Blázquez, lo que supuso la destitución de su entonces jefe —el mayor de milicias Jesús Beguiristain Matesanz—. Fue retirada a Chillón y sometida a una reorganización, permaneciendo un tiempo retirada de las operaciones de primera línea; en este tiempo cedió algunos sus batallones para reforzar a las desgastadas 51.ª y 38.ª divisiones. Posteriormente regresaría al frente, pasando a cubrir el frente que iba desde Sierra Navarra hasta el río Zújar.

## Mandos
Comandantes
- Teniente coronel de infantería Germán Madroñero López;
- Mayor de milicias Jesús Beguiristain Matesanz;
- Mayor de milicias Juan García López;
- mayor de milicias ¿Bartolomé Fernández Ladreda?;

Comisarios
- Ricardo Blasco Pueyo, de IR;[5]

Jefes de Estado Mayor
- mayor de milicias Copérnico Ballester Francés;